# فورد جي تي 40
فورد جي تي 40 ( بالإنجليزية : Ford GT40 ) هي سيارة سباق تحمل ذات أداء عالي تم تصميمها وصناعتها من قبل شركة فورد للسيارات، وقد انبثقت من مشروع فورد جي تي، وهو أحد جهود شركة فورد للمشاركة في سباقات المسافات الطويلة في اوروبا ضد فيراري، الفائزة في سباق لو مان 24 ساعة الشهير من عام 1960 إلى 1965، وقد نجحت فورد بواسطة سيارة الجي تي 40 في الفوز بالسباق ما بين عامي 1966 و 1969.

## نبذة تاريخية
رغب هنري فورد الثاني بمشاركة سيارة تمثل شركة فورد في سباق لومان في وقت مبكر من الستينات، وفي بداية عام 1963، تلقى فورد تقارير من وسيط أوروبي بأن اينزو فيراري كان مهتماً ببيع شركته لشركة فورد للسيارات.
أنفق فورد عدة ملايين من الدولارات للتدقيق في ممتلكات مصنع فيراري والقيام بمفاوضات قانونية، ليقوم فيراري بشكل فردي بإيقاف المفاوضات في المراحل الأخيرة بسبب وجود خلافات حول قدرة شركته على المنافسة بشكل مباشر في سباقات العجلات المفتوحة.
غضب فيراري بسبب رغبته في أن يكون المشغل الوحيد لقسم السباقات في شركته عندما تم إخباره بأنه لن يتم السماح له بالمشاركة في سباق إنديانا بولس 500 إذا ما تمت الصفقة، حيث كانت فورد تسابق بمحركها ولم ترغب بوجود فيراري كمنافس لها.
بعد هذه الحادثة، أمر هنري فورد الثاني قسم السباقات الخاص بشركته ببناء سيارة قادرة على هزيمة سيارات فيراري في سباقات التحمل.
بدأت فورد مفاوضاتها مع لوتس ولولا وكوبر، لم يكن لدى كوبر خبرة في فئة الجي تي أو نموذج يمكن تطويره، كما أن أداءها في سباقات الفورملا ١ كان في إنحدار.
تم إختيار عرض شركة لولا بسبب إستخدام محرك فورد ذو الثمان أسطوانات في سيارة لولا أم كي ( المعروفة أيضا بلولا جي تي )، وكانت أحد أكثر سيارات السباق تقدما في وقتها وقدمت أداء ملحوظ في سباق لو مان سنة 1963 مع أنها لم تنهي السباق بسبب التغيير البطيء والتسارع المنخفض على طريق مولسين المستقيم.
قدم إريك برودلي مالك لولا للسيارت ومسؤول المهندسين موافقته على مساهمة شخصية في مشروع تطوير سيارة الفورد من دون إدخال شركته كطرف.
تضمن الإتفاق مع برودلي تعاونا لمدة سنة بين فورد وبرودلي، وبيع هيكلي سيارة من نوع Lola MK 6 لشركة فورد. لتشكيل فريق تطوير قامت فورد بتوظيف مدير فريق أستون مارتن السابق جون واير، كما تم إرسال مهندس الشركة روي لون لإنجلترا وقام بتصمميم سيارة موستانج 1 ذات محرك وسطي رباعي الأسطوانات على شكل V بسعة 1.7 لتر. على الرغم من صغر حجم المحرك الخاص بموستانج 1، كان لون هو المهندس الوحيد في ديربورن الذي يمتلك بعض الخبرة في السيارات ذات المحرك الوسطي.
تحت إشراف هارلي كوب، بدأ فريق برودلي ولون وواير العمل على السيارة الجديدة في مصنع لولا في بروملي. وفي نهاية عام 1963، انتقل الفريق إلى سلاو، بالقرب من مطار هيثرو. قامت شركة فورد بعد ذلك بتأسيس شركة (Ford  Advanced Vehicles Ltd)، وهي شركة فرعية جديدة تحت إشراف واير، لإدارة المشروع.
تم تسليم الهيكل الأول الذي صنعته شركة Abbey Panels من كوفنتري في 16 مارس 1964، مع قوالب من الألياف الزجاجية أنتجتها شركة Fiber Glass Engineering Ltd من فارنهام. تم الكشف عن أول سيارة Ford GT  سيارة GT/101 في إنجلترا في 1 أبريل وبعد فترة وجيزة تم عرضها في نيويورك. كان سعر شراء السيارة المكتملة للاستخدام في المنافسة 5200 جنيه إسترليني.
تم تزويد السيارة بمحرك فيرلين بسعة 4.7 لترات و إزاحة تقدر ب289 بوصة مكعبة مع ناقل حركة من شركة Colotti. هيكل محرك من الألمنيوم من نوع DOHC يعرف بإسم محرك فورد لسباقات الإندي تم إستخدامه في سباقات الإندي وفاز سنة 1965 السباق في سيارة Lotus 38.

### الإنتصارات في سباق لو مان 24 ساعة
| السنة | السيارة            | الفريق                                            | السائقين                                                         |
| ----- | ------------------ | ------------------------------------------------- | ---------------------------------------------------------------- |
| 1966  | GT40P/1046 (Mk II) | شيلبي أميريكان (الولايات المتحدة )                | بروس مكلارين ( نيوزلندا ) كريس امون ( نيوزلندا )                 |
| 1967  | GT40P/1046 (Mk II) | شيلبي أميريكان (الولايات المتحدة )                | دان غيرني (الولايات المتحدة ) أيه. جيه. فويت (الولايات المتحدة ) |
| 1968  | GT40P/1075 (Mk I)  | جون واير Automotive Engineering Ltd ( بريطانيا ). | بيدرو رودريغيز ( المكسيك ) لوتشيانو بيانكي ( بلجيكا )            |
| 1969  | GT40P/1075 (Mk I)  | جون واير Automotive Engineering Ltd. ( بريطانيا ) | جاكي إيكس ( بلجيكا ) جاكي أوليفر ( بريطانيا )                    |